# Blue Funnel P-Klasse
Die P-Klasse (englisch: „P“ class oder „P“ Boats) der britischen Blue Funnel Line wurde ab 1948 in vier Einheiten gebaut. Die Schiffe der P-Klasse entstanden auf zwei verschiedenen Bauwerften und waren für den Ostasiendienst der Reederei entwickelt worden. Der Begriff P-Klasse leitete sich von den mit dem Buchstaben „P“ beginnenden Schiffsnamen ab.

## Einsatz der Schiffe
Die Lebensläufe der Schiffe waren verhältnismäßig unaufgeregt. Die Patroclus lief am 28. November 1962 in der Bucht von Tokyo auf Grund, kam aber wieder frei. Auf der Pyrrhus gab es im November 1964 bei Umschlagarbeiten im Gladstone Dock im Liverpool einen Brand, der erst nach rund zwölf Stunden gelöscht werden konnte und beinahe zum Totalverlust des Schiffes führte. Im Februar 1967 geriet auch die Patroclus im Hafen von Glasgow in Brand, der jedoch schnell wieder gelöscht werden konnte.
Ab 1962 gab man die Passagierbeförderung nach Fernost auf, da sich der Großteil des Passagieraufkommens auf den Flugverkehr verlagert hatte. Die veränderte Zuordnung der entsprechenden Räume in den Aufbauten verringerte die Bruttovermessung um etwa 300 Registertonnen. Nach dem Sechstagekrieg und der anschließenden Schließung des Suezkanals im Jahr 1967 war die Schifffahrt auf der Europa-Fernostroute zu einem Umweg um das Kap der Guten Hoffnung gezwungen, was die Reisezeit um mehrere Wochen verlängerte. Die Schiffe der P-Klasse fuhren ab 1967 stattdessen von Europa ausgehend westwärts durch den Panamakanal über Japan, Korea, Hong Kong, Singapur und Colombo und kehrten, weiter um das Kap der Guten Hoffnung westwärts fahrend innerhalb von rund drei Monaten nach Großbritannien zurück.
Die Schiffe der Fernost- und Australiendienste waren in einen sehr strikten Fahrplan eingebunden und beförderten daher überwiegend eilige Waren zu verhältnismäßig hohen Frachtraten. Die Reederei legte entsprechend großes Augenmerk auf die Pflege und Wartung der Schiffe und sandte sie jeweils zum Abschluss der Rundreise in ein eigens angemietetes Trockendock der Werft Barclay, Curle in Glasgow.

## Technische Beschreibung
Die P-Klasse-Schiffe waren herkömmliche Stückgutschiffe. Der Entwurf war eine Weiterentwicklung der A-Klasse-Schiffe, deren Auslegung die 1938 bis 1942 für das Tochterunternehmen Glen Line gebauten, aber bei Holt entwickelten Schiffe der Glenearn-Klasse zugrunde lagen. Die Schiffe besaßen eine Tragfähigkeit von gut 11.000 Tonnen, sechs Laderäume mit Zwischendecks, Kühlladeräume und Süßöltanks. Der Ladungsumschlag erfolgte mit konventionellem Ladegeschirr. Die P-Klasse-Schiffe waren in großen Teilen identisch mit denen der H-Klasse, verfügten jedoch über eine abweichende Aufteilung der Laderäume und Tanks, sowie über eine deutlich geringere Kühlraumkapazität.
Der Antrieb wurde aufgrund der hohen geforderten Geschwindigkeit auf der Fernostroute durch drei über ein Reduziergetriebe auf eine Einzelschraube wirkende Dampfturbinen besorgt. Die mittschiffs angeordneten Aufbauten verfügten über 35 Passagierplätze.

## Die Schiffe
| Schiffsname | Bauwerft / Baunummer    | IMO Nummer | Indienststellung | Spätere Namen und Verbleib                                                                                                 |
| ----------- | ----------------------- | ---------- | ---------------- | --- |
| Peleus      | Cammell Laird / 1186    | 5273298    | März 1949        | ab 18. Februar 1972 in Kaohsiung verschrottet                                                                              |
| Phyrrus     | Cammell Laird / 1187    | 5287689    | Juli 1949        | ab 19. September 1972 in Kaohsiung verschrottet                                                                            |
| Patroclus   | Vickers-Armstrong / 110 | 5271850    | 22. Januar 1950  | 1973 Glenalmond, 1973 Philoctetes, ab 13. Februar 1973 bei der Chin Tai Steel Enterprise Company in Kaohsiung verschrottet |
| Perseus     | Vickers-Armstrong / 111 | 5275167    | 4. April 1950    | ab 5. Januar 1973 in Kaohsiung verschrottet                                                                                |